# أساسنز كريد (فلم)
أساسنز كريد (بالإنجليزية: Assassin’s Creed) هو فيلم حركة إُنتِجَّ في فرنسا والولايات المتحدة عُرض لأول مرة يوم 21 ديسمبر 2016، الفيلم من إخراج جوستن كورزيل من بطولة مايكل فاسبندر وماريون كوتيار ومايكل كينيث ويليامز وجيرمي أيرونز وبرندان غليسون. تقع أحداث الفيلم في نفس العالم الخيالي الذي تقع فيه أحداث سلسلة الألعاب (أساسنز كريد).

## القصة
يُنقَّذ المجرم «كالوم لينش» من إعدامه من قبل شركة «أبسترجو إندستريز»، وهي تجسيد في العصر الحديث لفرسان الهيكل. ويُجْبَرعلى المشاركة في مشروع الـ«أنيموس» وتسترجع ذكريات سلفه «الطائر بن لا احد »، وهو أساسن خلال فترة محاكم التفتيش الإسبانية. أثناء استمرار لينش لعيش تجربة ذكريات أغيلار يبدأ في اكتساب المعارف والمهارات اللازمة لمواجهة فرسان الهيكل في الوقت الحاضر.

## الميزانية والإيرادات
بلغت تكلفة إنتاج الفيلم حوالي 150–200 مليون دولار.

## وصلات خارجية
- مقالات تستعمل روابط فنية بلا صلة مع ويكي بيانات

لا توجد روابط لمواقع التواصل الاجتماعي.